# Walter Robert-tornow

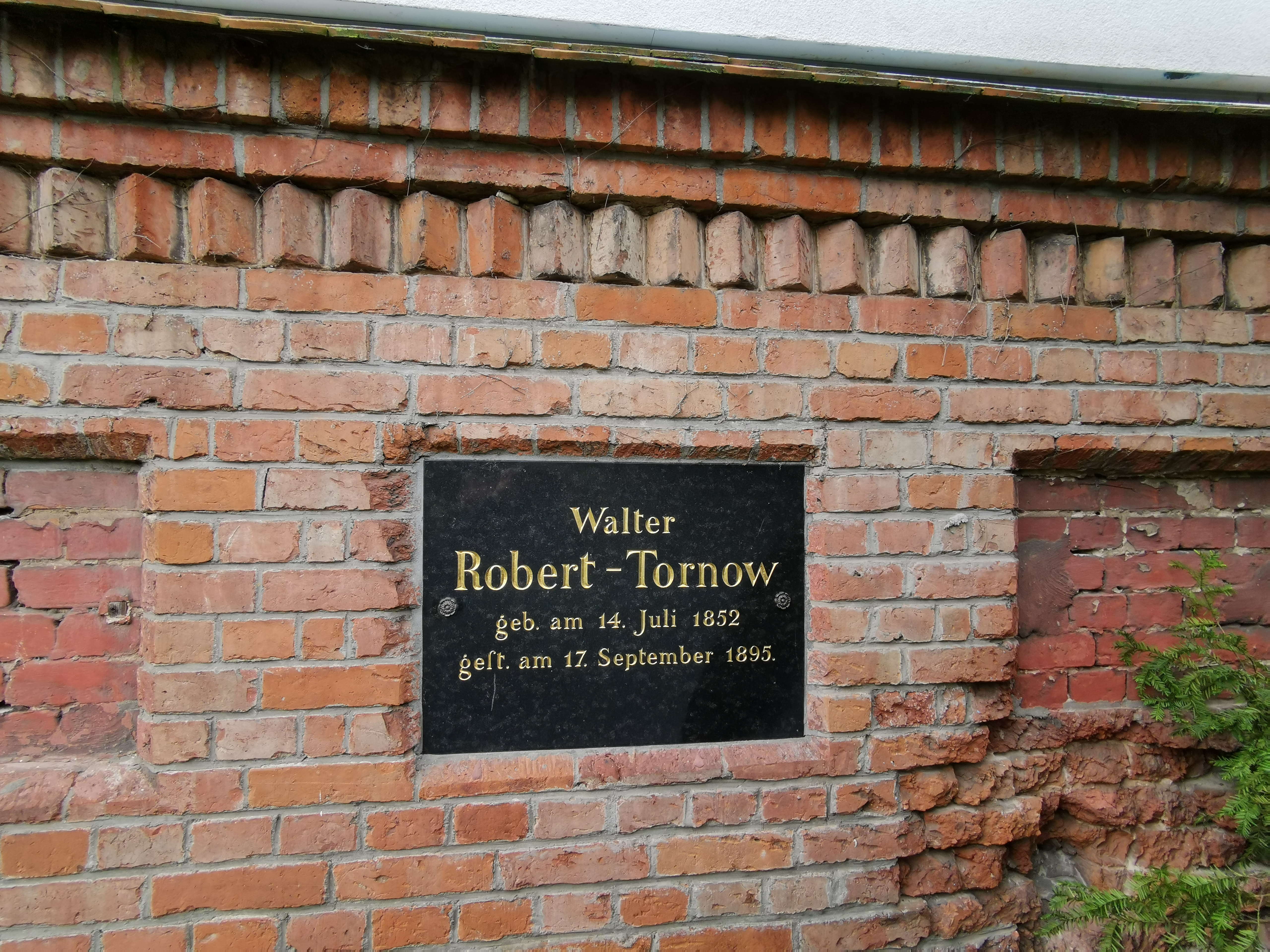
Grab Dorotheenstädtischer Friedhof II Liesenstraße, Berlin-Wedding

Walter Heinrich Robert-Tornow (* 14. Juli 1852 in Ruhnow, Pommern; † 17. September 1895 auf Helgoland), Eigenschreibweise Walter Robert-tornow, war ein deutscher Bibliothekar und Übersetzer.
Der Großneffe Rahel Varnhagens lebte nach dem Tode seines Onkels Ferdinand Robert-Tornow in dessen Haus in der Johannisstraße in Berlin, bis er als Bibliothekar des Berliner Stadtschlosses dort Unterkunft fand.

## Biografie
Walter Robert-tornow wurde auf dem Gut seines Vaters, Gustav Robert-Tornow (15. April 1822–1888), in Ruhnow in Hinterpommern geboren. Seine Mutter war die Schwester des Baumeisters Albrecht Türrschmiedt. Walters Vater, ein studierter Landwirt, erwarb nach ausgedehnten Reisen in Europa zwei Güter im pommerschen Landkreis Regenwalde und machte sie zu Mustergütern. Er war zeitweise Landtagsabgeordneter und widmete sich seinen geistigen Interessen, von denen eine umfangreiche Bibliothek zeugte. Sein älterer Bruder war der spätere Landrat Karl Robert-Tornow.
Diese Bibliothek war Bildungsgrundlage seines Sohnes Walter, der nach einem Unfall als dreijähriges Kind im Wachstum behindert war und keine öffentliche Schule besuchen konnte. Aus diesem Grund konnte er auch kein geregeltes Studium absolvieren.
Er besuchte aber an der Universität Berlin philologische und kunsthistorische Vorlesungen, z. B. bei Moriz Haupt, Theodor Mommsen, Ernst Curtius und bei Herman Grimm, mit dem er befreundet war. Daneben trieb er Zeichenstudien an der Berliner Kunstakademie, doch sah er die Literatur als sein Haupttätigkeitsfeld an.
1880 zog er nach dem Tod seiner Mutter mit seinem Vater nach Berlin ins Haus seines verstorbenen Onkels Ferdinand Robert-Tornow (18. Oktober 1812 – 13. September 1875).
Ab dem 1. April 1888 wohnte und arbeitete er als Vorsteher der Hausbibliothek von Kaiser Friedrich III. († 15. Juni 1888) im „Weißen Schloss“ zu Berlin. Er starb am 17. September 1895 im Alter von 43 Jahren auf der Insel Helgoland, wo er sich zur Kur aufhielt.
Sein Grab fand er auf dem II. Dorotheenstädtischen Friedhof Liesenstraße. Das Grabmal, eine in die Friedhofsmauer eingelassene Tafel, ist nicht erhalten. Eine Nachbildung wurde inzwischen – ebenso wie bei der Grabstelle seines Onkels Ferdinand Robert-Tornow – von Nachfahren angefertigt und an den originalen Plätzen in der Friedhofsmauer angebracht. Die beiden Grabmale markieren eine Gräberzeile, in der einst Angehörige von vier Generationen der Familie Robert-Tornow beigesetzt wurden, von seinem Großvater Moritz, dem Bruder Rahels, bis zu Dr. Gustav Robert-Tornow, einem Neffen Walters.

## Werk

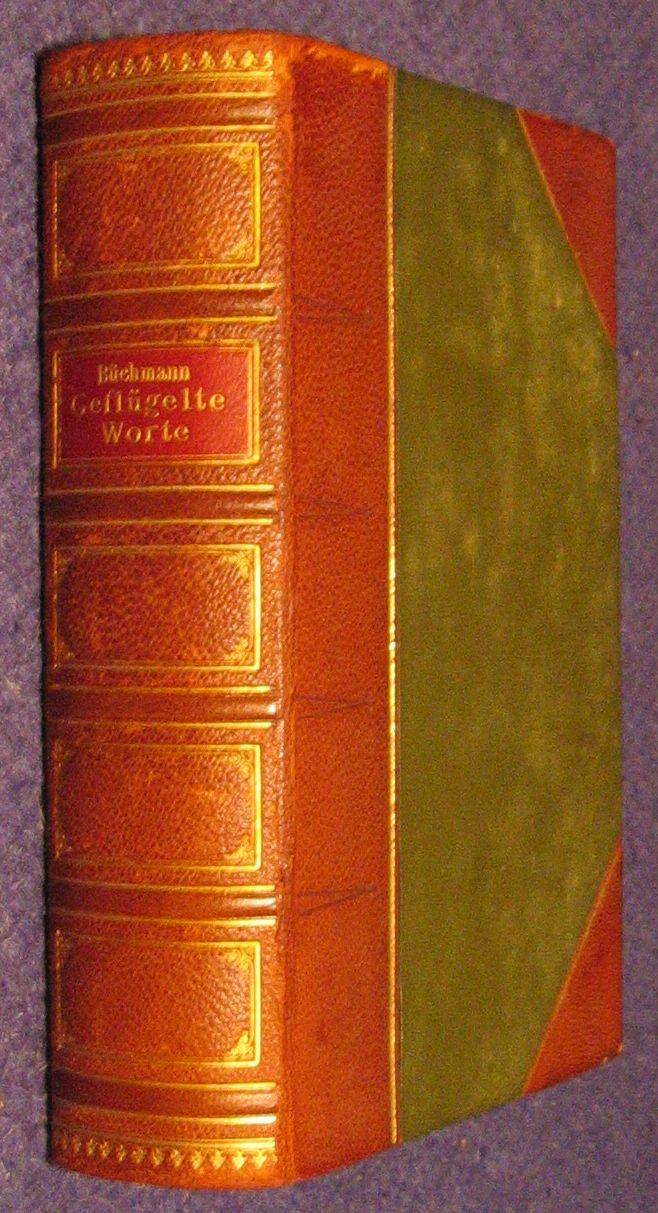
Geflügelte Worte, 19. Auflage, 1898

Nach dem Tod Georg Büchmanns am  24. Februar 1884 gab er die 14. bis 18. Auflage der Geflügelten Worte heraus, fügte 730 neue ein und systematisierte den Zitatenschatz. Mit diesen fünf Auflagen steigerte sich die Gesamtauflage des Werks von 57.000 auf über 100.000 Exemplare.
Seine Übersetzung der Gedichte Michelangelo Buonarrotis, die ihn die letzten sechs Jahre seines Lebens beschäftigt hatte, erschien postum 1896, herausgegeben von Georg Thouret. Hugo Wolf erhielt ein Exemplar im Dezember 1896 geschenkt und vertonte daraus bis Ende März 1897 drei Gedichte; eine vierte Vertonung („Zur Schönheit meine Blicke suchend gleiten“) vernichtete er.

## Name
Walter Heinrich Robert-tornow war ein Urenkel des Berliner Bankiers Marcus Levin Cohn (2. November 1723 – 8. Februar 1790), dessen Nachkommen ab 1811 den Namen Robert-Tornow führten. Tornow wies zur Unterscheidung von der französischstämmigen Berliner Familie Robert auf den ehemaligen Wohnort der Familie Levin-Robert bei Berlin hin, wurde von den meisten der Kinder dann aber doch weggelassen, wie von Ludwig Robert und Rahel Robert (verheiratete Varnhagen von Ense).
Den Namen Robert-Tornow behielten der älteste Sohn, der Bankier Marcus Theodor (* 3. Juni 1772), und der jüngste Moritz/Meier (Juli 1785 – 1846), der Großvater von Walter Robert-tornow. Der Bibliothekar Walter bevorzugte für den zweiten Teil des Familiennamens die Kleinschreibung, „weil dadurch deutlicher noch, als durch die Bindestriche allein, wird, dass Robert nicht als Vorname aufzufassen und der Name nur unter 'R' zu rubriciren ist“.